# Fredrik Oldrup Jensen
Fredrik Oldrup Jensen (Skien, 1993. május 18. –) norvég korosztályos válogatott labdarúgó, a Vålerenga középpályása.

## Pályafutása

### Klubcsapatokban
Oldrup Jensen a norvégiai Skien városában született. Az ifjúsági pályafutását a helyi Odd akadémiájánál kezdte.
2012-ben mutatkozott be az Odd első osztályban szereplő felnőtt csapatában. Először 2012. április 9-én, a Lillestrøm ellen 2–0-ra megnyert mérkőzésen lépett pályára.
2017. július 25-én a belga Zulte-Waregem csapatához szerződött négy évre. A 2018-as szezonban a svéd Göteborgnál, a 2019-es szezonban pedig az Oddnál szerepelt kölcsönben.
2020. február 14-én a Vålerenga együtteséhez igazolt. Első gólját 2020. július 12-én, a Mjøndalen ellen 1–0-ra megnyert mérkőzésen Jensen szerezte a győztes gólt.

### A válogatottban
2013-ban debütált a norvég U21-es válogatottban, ahol összesen 4 mérkőzésen szerepelt.

## Statisztikák
2022. szeptember 18. szerint
| Klub                  | Szezon   | Osztály        | Bajnokság | Bajnokság | Kupa  | Kupa | Nemzetközi | Nemzetközi | Összesen | Összesen |
| Klub                  | Szezon   | Osztály        | Meccs     | Gól       | Meccs | Gól  | Meccs      | Gól        | Meccs    | Gól      |
| --------------------- | -------- | -------------- | --------- | --------- | ----- | ---- | ---------- | ---------- | -------- | -------- |
| Odd                   | 2012     | Tippeligaen    | 8         | 0         | 0     | 0    | 0          | 0          | 8        | 0        |
| Odd                   | 2013     | Tippeligaen    | 29        | 1         | 0     | 0    | 0          | 0          | 29       | 1        |
| Odd                   | 2014     | Tippeligaen    | 29        | 1         | 1     | 0    | 0          | 0          | 30       | 1        |
| Odd                   | 2015     | Tippeligaen    | 23        | 2         | 2     | 0    | 5          | 0          | 30       | 2        |
| Odd                   | 2016     | Tippeligaen    | 28        | 0         | 1     | 1    | 4          | 0          | 33       | 1        |
| Odd                   | 2017     | Eliteserien    | 13        | 1         | 1     | 1    | 4          | 0          | 18       | 2        |
| Odd                   | Összesen | Összesen       | 130       | 5         | 5     | 2    | 13         | 0          | 148      | 7        |
| Zulte-Waregem         | 2017–18  | Jupiler League | 12        | 0         | 0     | 0    | 0          | 0          | 12       | 0        |
| Göteborg (kölcsönben) | 2018     | Allsvenskan    | 12        | 0         | 0     | 0    | 0          | 0          | 12       | 0        |
| Odd (kölcsönben)      | 2019     | Eliteserien    | 23        | 1         | 1     | 0    | 0          | 0          | 24       | 1        |
| Vålerenga             | 2020     | Eliteserien    | 21        | 1         | 0     | 0    | 0          | 0          | 21       | 1        |
| Vålerenga             | 2021     | Eliteserien    | 30        | 2         | 2     | 1    | 2          | 0          | 34       | 3        |
| Vålerenga             | 2022     | Eliteserien    | 19        | 0         | 1     | 0    | 0          | 0          | 20       | 0        |
| Vålerenga             | Összesen | Összesen       | 70        | 3         | 3     | 1    | 2          | 0          | 75       | 4        |
| Összesen              | Összesen | Összesen       | 247       | 9         | 9     | 3    | 15         | 0          | 271      | 12       |

## Fordítás
Ez a szócikk részben vagy egészben  a   Fredrik Oldrup Jensen című angol Wikipédia-szócikk fordításán alapul.  Az eredeti cikk szerkesztőit annak laptörténete sorolja fel. Ez a jelzés csupán a megfogalmazás eredetét és a szerzői jogokat jelzi, nem szolgál a cikkben szereplő információk forrásmegjelöléseként.